# Klara Borg
Klara Borg, född 21 juli 2004 i Nykvarn, är en svensk orienterare som tävlar för Södertälje-Nykvarn Orientering.
Borg började sin karriär nationellt med att vinna D15-klassen i sprint och i långdistans  vid ungdoms-SM 2019 samt att vinna sprint i klassen D16 året därpå. 
2022 blev hon svensk juniormästare i klassen D18 vid SM i nattorientering.
Borg blev i mars 2024 vid årets Stockholm By Night såväl totalsegrare som bästa damjunior.  Senare samma vår blev Borg svensk juniormästare i nattorientering 2024.
Vid världsmästerskapen för juniorer 2024 vann Borg en bronsmedalj som deltagare i det svenska sprintstafett-laget och placerade sig på 7e plats på långdistansen.
Klara Borg är  dotter till  landslagsorienteraren Katarina Borg.